# 65-й кинофестиваль в Сан-Себастьяне
65-й кинофестиваль в Сан-Себастьяне проходил с 22 по 30 сентября 2017 года в Сан-Себастьяне (Страна Басков, Испания).

## Жюри Официального конкурса
Члены Жюри:
- Джон Малкович ( США) - актёр, режиссёр и продюсер (президент жюри).
- Долорес Фонси ( Аргентина) - актриса.
- Хорхе Геррикаэчеваррия ( Испания) - сценарист.
- Уильям Олдройд ( Великобритания) - режиссёр.
- Эмма Суарес ( Испания) - актриса.
- Андре Шанковски ( Бразилия) - оператор-постановщик.
- Паула Ваккаро ( Великобритания) - продюсер.

## Фильмы фестиваля

### Официальный конкурс
Участвовали 25 фильмов:
| Название | Режиссёр                          | Страна                            |
| --- | --------------------------------- | --------------------------------- |
| ALANIS | Анахи Бернери                     | Аргентина                         |
| BEYOND WORDS | Урсула Антоняк                    | Польша Нидерланды                 |
| DER HAUPTMANN / THE CAPTAIN                                                                                     | Роберт Швентке                    | Германия Франция Польша           |
| EL AUTOR (THE MOTIVE)                                                                                           | Мануэль Мартин Куэнка             | Испания Мексика                   |
| HANDIA | Аитор Арреги , Хон Гараньо        | Испания                           |
| LA DOULEUR / MEMOIR OF PAIN                                                                                     | Эмманюэль Финкель                 | Франция                           |
| LE LION EST MORT CE SOIR / THE LION SLEEPS TONIGHT                                                              | Нобухиро Сува                     | Франция Япония                    |
| LE SENS DE LA FÊTE / C'EST LA VIE!                                                                              | Оливье Накаш Эрик Толедано        | Франция                           |
| LICHT (MADEMOISELLE PARADIS)                                                                                    | Барбара Альберт                   | Австрия Германия                  |
| LIFE AND NOTHING MORE                                                                                           | Антонио Мендез Эспарза            | Испания США                       |
| LOVE ME NOT | Александрос Авранас               | Греция Франция                    |
| NI JUGE, NI SOUMISE / SO HELP ME GOD                                                                            | Ив Инан Жан Либон                 | Франция Бельгия                   |
| POROROCA | Константин Попеску                | Румыния Франция                   |
| SOLDAŢII. POVESTE DIN FERENTARI / SOLDIERS. STORY FROM FERENTARI                                                | Ивана Младенович                  | Румыния Сербия Бельгия            |
| SOLLERS POINT                                                                                                   | Мэттью Портерфилд                 | США Франция                       |
| SUBMERGENCE | Вим Вендерс                       | Германия Франция Испания          |
| THE DISASTER ARTIST                                                                                             | Джеймс Франко                     | США                               |
| UNA ESPECIE DE FAMILIA (A SORT OF FAMILY)                                                                       | Диего Лерман                      | Аргентина Бразилия Польша Франция |
| Вне конкурса:                                                                                                   |                                   |                                   |
| LA PESTE (THE PLAGUE)                                                                                           | Альберто Родригес Либреро         | Испания                           |
| MARROWBONE | Серхио Гутьеррес Санчес           | Испания                           |
| THE WIFE | Бьорн Рунге                       | Швеция Великобритания             |
| Специальные показы:                                                                                             |                                   |                                   |
| AU REVOIR LÀ-HAUT / SEE YOU UP THERE                                                                            | Альбер Дюпонтель                  | Франция                           |
| MORIR (DYING)                                                                                                   | Фернандо Франко Гарсия            | Испания                           |
| UCHIAGE HANABI, SHITA KARA MIRUKA? YOKO KARA MIRUKA? / FIREWORKS, SHOULD WE SEE IT FROM THE SIDE OR THE BOTTOM? | Акиюки Симбо Нобуюки Такэути      | Япония                            |
| WONDERS OF THE SEA 3D                                                                                           | Жан-Мишель Кусто Жан-Жак Мантелло | Великобритания Франция            |

## Лауреаты

### Официальные премии
Официальные премии — 2017:
- Золотая раковина: THE DISASTER ARTIST, реж. Джеймс Франко.
- Специальный приз жюри: HANDIA, реж. Аитор Арреги , Хон Гараньо.
- Серебряная раковина лучшему режиссёру: Анахи Бернери (ALANIS).
- Серебряная раковина лучшей актрисе: София Гала Кастильоне (ALANIS). Специальное упоминание: Анн Грювэз (NI JUGE, NI SOUMISE / SO HELP ME GOD).
- Серебряная раковина лучшему актёру: Богдан Думитраке (POROROCA).
- Приз жюри лучшему оператору : Диего Лерман, Мария Мейра (UNA ESPECIE DE FAMILIA (A SORT OF FAMILY)).
- Приз жюри за лучший сценарий : Флориан Балльхаус (DER HAUPTMANN / THE CAPTAIN).

### Почётная награда — «Доностия» за вклад в кинематограф
Вручены 3 награды:
- Аньес Варда  Франция
- Рикардо Дарин  Аргентина  Испания
- Моника Беллуччи  Италия